# Otideopsis
Otideopsis är ett släkte av svampar. Otideopsis ingår i familjen Pyronemataceae, ordningen skålsvampar, klassen Pezizomycetes, divisionen sporsäcksvampar och riket svampar.